# 데스민
데스민(desmin)은 인간의 DES 유전자에 의해 부호화되는 단백질이다. 모든 평활근에서 중간세사를 구성하는 주된 단백질이다. 데스민은 근육에 특화된 제3형 중간섬유이다.